# Alemão
Ricardo Rogério de Brito, detto Alemão (Lavras, 22 novembre 1961), è un ex calciatore e allenatore di calcio brasiliano, di ruolo centrocampista.
Il suo soprannome deriva dalla capigliatura bionda e la carnagione chiara che richiamavano tratti tedeschi: in lingua portoghese, infatti, l'aggettivo «tedesco» si dice alemão.

## Biografia
Ha tre figli, nati dal matrimonio con l'attrice Claudia Loureiro: la coppia ha poi divorziato.
È cugino dell'attore e cantante Guito Show.

## Caratteristiche tecniche
Giocava come centrocampista difensivo. Forte fisicamente e dotato di grande tenacia, era in possesso di un affinato senso tattico e il suo rendimento era continuo.

## Carriera

### Club

Alemão all' nel 1993, in contrasto sul sampdoriano Ruud Gullit.

Nato a Lavras, giocò a calcio nel suo Stato d'origine, il Minas Gerais, nel Fabril Esporte Clube. Nel 1980 passò dal Fabril al Botafogo, e con la formazione bianco-nera di Rio de Janeiro esordì in massima serie nazionale, giocando una partita. Nel 1981-1982 disputando solamente il torneo statale, il Campionato Carioca, senza giocare nel primo livello nazionale; nel 1983 tornò nel campionato brasiliano, presenziando in 15 occasioni; segnò anche il suo primo gol, contro il Sergipe. Al Botafogo visse un buon periodo, mettendosi in evidenza con le sue prestazioni. Nel 1984 segnò 2 reti in sette partite; nel 1985 giocò 18 incontri, con 1 gol. Nel 1986 ottenne 21 presenze, e mise a segno 3 marcature: quell'anno fu l'ultimo in cui giocò con il Botafogo in massima serie brasiliana.
Rimase al Botafogo fino al marzo 1987, venendo poi ceduto all'Atlético Madrid, in Spagna. Giocò 4 gare in Primera División 1986-1987, e segnò un gol; nella stagione successiva fu titolare per tutta la durata del campionato, e assommò 31 presenze e cinque gol. Passò al Napoli nel 1988 per 4,6 miliardi di lire. Con la squadra partenopea, dopo la prima stagione segnata da un infortunio che ne limitò le prestazioni, conquistò la Coppa UEFA nel 1989, segnando un gol nella finale di ritorno a Stoccarda, lo scudetto (campionato 1989-1990) e nella stagione successiva la Supercoppa italiana (1990-1991). L'8 aprile 1990 fu protagonista di un episodio rilevante ai fini della vittoria del campionato: la sua squadra stava infatti pareggiando per 0-0 sul campo dell'Atalanta, quando fu colpito alla testa da una moneta da 100 lire lanciata dagli spalti, con conseguente vittoria per 2-0 a tavolino in favore dei partenopei, che, sul campo, avevano terminato in parità l'incontro.
Disputa con il Napoli anche la stagione 1990-91 e la stagione 1991-92 con il nuovo allenatore Claudio Ranieri che lo conferma perno di centrocampo e al quale ricambia la fiducia in campo garantendo ottime prestazioni e gol di pregevole fattura. Passa poi all'Atalanta a settembre del 1992 con cui disputò altre due annate nel campionato italiano fino al 1994, collezionando 22 presenze e due reti nella prima e 18 presenze senza reti nella seconda. Nel 1994 tornò in Brasile, firmando per il San Paolo: con la nuova maglia esordì il 28 agosto 1994 contro la Portuguesa, nel campionato nazionale. Alemão disputò due stagioni con il San Paolo, per un totale di 31 presenze e 1 rete; chiuse poi la carriera con il Volta Redonda, nel Campionato Carioca.

### Nazionale
Alemão debuttò in Nazionale il 17 marzo 1983, nell'amichevole contro la Svizzera. Il 25 aprile 1985, alla sua seconda presenza, segnò una rete contro la Colombia, aiutando il Brasile a vincere per 2-1. Nel 1985 partecipò poi alle qualificazioni al campionato del mondo 1986, giocando il 23 giugno contro il Paraguay. Nel 1986 giocò 5 amichevoli pre-Mondiale; inserito tra i convocati per campionato del mondo 1986, fu titolare per tutta la competizione, assommando 5 presenze nella fase finale. Restò poi per tre anni fuori dal giro della Nazionale, tornando a vestire la divisa del Brasile il 21 giugno 1989 contro la Svizzera. Giocò la Coppa America 1989, disputando 5 partite e vincendo, a fine torneo, il titolo continentale. Il 20 agosto 1989 giocò la gara con il Venezuela, valida per le qualificazioni al campionato del mondo 1990. Nel 1990 giocò tre amichevoli di preparazione al Mondiale, contro Inghilterra, Bulgaria e Germania Est; nel corso di Italia 1990 giocò 4 incontri. Giocò l'ultima partita in Nazionale proprio durante il Mondiale, il 24 giugno 1990 contro l'Argentina.

## Dopo il ritiro
Nella seconda parte degli anni 2000 ha allenato diversi club brasiliani, tra cui l'América-MG con il quale conquista la promozione in prima divisione del Campionato Mineiro. Dopo l'ultima esperienza da allenatore, avvenuta nel 2011 alla guida del Central-PE, diviene nel 2014 direttore tecnico del São Cristóvão.

## Statistiche

### Presenze e reti nei club
| Stagione        | Squadra         | Campionato      | Campionato | Campionato | Coppe nazionali | Coppe nazionali | Coppe nazionali | Coppe continentali | Coppe continentali | Coppe continentali | Altre coppe | Altre coppe | Altre coppe | Totale | Totale |
| Stagione        | Squadra         | Comp            | Pres       | Reti       | Comp            | Pres            | Reti            | Comp               | Pres               | Reti               | Comp        | Pres        | Reti        | Pres   | Reti   |
| --------------- | --------------- | --------------- | ---------- | ---------- | --------------- | --------------- | --------------- | ------------------ | ------------------ | ------------------ | ----------- | ----------- | ----------- | ------ | ------ |
| 1988-1989       | Napoli          | A               | 16         | 3          | CI              | 10              | 1               | CU                 | 8                  | 1                  | -           | -           | -           | 34     | 5      |
| 1989-1990       | Napoli          | A               | 27         | 2          | CI              | 3               | 1               | CU                 | 5                  | 1                  | -           | -           | -           | 35     | 4      |
| 1990-1991       | Napoli          | A               | 21         | 1          | CI              | 6               | 0               | CdC                | 4                  | 1                  | SI          | 1           | 0           | 32     | 2      |
| 1991-1992       | Napoli          | A               | 29         | 3          | CI              | 3               | 0               | -                  | -                  | -                  | -           | -           | -           | 32     | 3      |
| Totale Napoli   | Totale Napoli   | Totale Napoli   | 93         | 9          |                 | 22              | 2               |                    | 17                 | 3                  |             | 1           | 0           | 133    | 14     |
| Totale carriera | Totale carriera | Totale carriera | ?          | ?          |                 | ?               | ?               |                    | ?                  | ?                  |             | ?           | ?           | ?      | ?      |

### Cronologia presenze e reti in nazionale
| Cronologia completa delle presenze e delle reti in nazionale ― Brasile | Cronologia completa delle presenze e delle reti in nazionale ― Brasile | Cronologia completa delle presenze e delle reti in nazionale ― Brasile | Cronologia completa delle presenze e delle reti in nazionale ― Brasile | Cronologia completa delle presenze e delle reti in nazionale ― Brasile | Cronologia completa delle presenze e delle reti in nazionale ― Brasile | Cronologia completa delle presenze e delle reti in nazionale ― Brasile | Cronologia completa delle presenze e delle reti in nazionale ― Brasile |
| Data                                                                   | Città                                                                  | In casa                                                                | Risultato                                                              | Ospiti                                                                 | Competizione                                                           | Reti                                                                   | Note                                                                   |
| ---------------------------------------------------------------------- | ---------------------------------------------------------------------- | ---------------------------------------------------------------------- | ---------------------------------------------------------------------- | ---------------------------------------------------------------------- | ---------------------------------------------------------------------- | ---------------------------------------------------------------------- | ---------------------------------------------------------------------- |
| 17-6-1983                                                              | Basilea                                                                | Svizzera                                                               | 1 – 2                                                                  | Brasile                                                                | Amichevole                                                             | -                                                                      | 73’                                                                    |
| 25-4-1985                                                              | Belo Horizonte                                                         | Brasile                                                                | 2 – 1                                                                  | Colombia                                                               | Amichevole                                                             | 1                                                                      |                                                                        |
| 28-4-1985                                                              | Brasilia                                                               | Brasile                                                                | 0 – 1                                                                  | Perù                                                                   | Amichevole                                                             | -                                                                      |                                                                        |
| 2-5-1985                                                               | Recife                                                                 | Brasile                                                                | 2 – 0                                                                  | Uruguay                                                                | Amichevole                                                             | 1                                                                      | Uscita                                                                 |
| 5-5-1985                                                               | Salvador                                                               | Brasile                                                                | 2 – 1                                                                  | Argentina                                                              | Amichevole                                                             | 1                                                                      |                                                                        |
| 21-5-1985                                                              | Santiago del Cile                                                      | Cile                                                                   | 2 – 1                                                                  | Brasile                                                                | Amichevole                                                             | -                                                                      | Uscita                                                                 |
| 8-6-1985                                                               | Porto Alegre                                                           | Brasile                                                                | 3 – 1                                                                  | Cile                                                                   | Amichevole                                                             | -                                                                      | Ingresso                                                               |
| 16-6-1985                                                              | Asunción                                                               | Paraguay                                                               | 0 – 2                                                                  | Brasile                                                                | Qual. Mondiali 1986                                                    | -                                                                      | Ingresso                                                               |
| 23-6-1985                                                              | Rio de Janeiro                                                         | Brasile                                                                | 1 – 1                                                                  | Paraguay                                                               | Qual. Mondiali 1986                                                    | -                                                                      | Ingresso                                                               |
| 16-3-1986                                                              | Budapest                                                               | Ungheria                                                               | 3 – 0                                                                  | Brasile                                                                | Amichevole                                                             | -                                                                      |                                                                        |
| 1-4-1986                                                               | São Luís                                                               | Brasile                                                                | 4 – 0                                                                  | Perù                                                                   | Amichevole                                                             | 1                                                                      | 46’                                                                    |
| 8-4-1986                                                               | Goiânia                                                                | Brasile                                                                | 3 – 0                                                                  | Germania Est                                                           | Amichevole                                                             | 1                                                                      |                                                                        |
| 30-4-1986                                                              | Recife                                                                 | Brasile                                                                | 4 – 2                                                                  | Jugoslavia                                                             | Amichevole                                                             | -                                                                      | 63’                                                                    |
| 7-5-1986                                                               | Curitiba                                                               | Brasile                                                                | 1 – 1                                                                  | Cile                                                                   | Amichevole                                                             | -                                                                      | 63’                                                                    |
| 1-6-1986                                                               | Guadalajara                                                            | Spagna                                                                 | 0 – 1                                                                  | Brasile                                                                | Mondiali 1986 - 1º turno                                               | -                                                                      |                                                                        |
| 6-6-1986                                                               | Guadalajara                                                            | Brasile                                                                | 1 – 0                                                                  | Algeria                                                                | Mondiali 1986 - 1º turno                                               | -                                                                      |                                                                        |
| 12-6-1986                                                              | León                                                                   | Brasile                                                                | 3 – 0                                                                  | Irlanda del Nord                                                       | Mondiali 1986 - 1º turno                                               | -                                                                      |                                                                        |
| 16-6-1986                                                              | Guadalajara                                                            | Brasile                                                                | 4 – 0                                                                  | Polonia                                                                | Mondiali 1986 - Ottavi di finale                                       | -                                                                      |                                                                        |
| 21-6-1986                                                              | Guadalajara                                                            | Brasile                                                                | 1 – 1 dts (3 – 4 dtr)                                                  | Francia                                                                | Mondiali 1986 - Quarti di finale                                       | -                                                                      |                                                                        |
| 21-6-1989                                                              | Basilea                                                                | Svizzera                                                               | 1 – 0                                                                  | Brasile                                                                | Amichevole                                                             | -                                                                      |                                                                        |
| 3-7-1989                                                               | Salvador                                                               | Brasile                                                                | 0 – 0                                                                  | Perù                                                                   | Coppa America 1989 - 1º turno                                          | -                                                                      | Ammonizione                                                            |
| 7-7-1989                                                               | Salvador                                                               | Brasile                                                                | 0 – 0                                                                  | Colombia                                                               | Coppa America 1989 - 1º turno                                          | -                                                                      | 63’                                                                    |
| 12-7-1989                                                              | Rio de Janeiro                                                         | Brasile                                                                | 2 – 0                                                                  | Argentina                                                              | Coppa America 1989 - 2º turno                                          | -                                                                      | 75’                                                                    |
| 14-7-1989                                                              | Rio de Janeiro                                                         | Brasile                                                                | 3 – 0                                                                  | Paraguay                                                               | Coppa America 1989 - 2º turno                                          | -                                                                      | 68’                                                                    |
| 16-7-1989                                                              | Rio de Janeiro                                                         | Brasile                                                                | 1 – 0                                                                  | Uruguay                                                                | Coppa America 1989 - 2º turno                                          | -                                                                      | 85’                                                                    |
| 23-7-1989                                                              | Tokyo                                                                  | Giappone                                                               | 0 – 1                                                                  | Brasile                                                                | Amichevole                                                             | -                                                                      | 62’                                                                    |
| 20-8-1989                                                              | San Paolo                                                              | Brasile                                                                | 6 – 0                                                                  | Venezuela                                                              | Qual. Mondiali 1990                                                    | -                                                                      | 65’                                                                    |
| 14-10-1989                                                             | Bologna                                                                | Italia                                                                 | 0 – 1                                                                  | Brasile                                                                | Amichevole                                                             | -                                                                      | 88’                                                                    |
| 20-12-1989                                                             | Rotterdam                                                              | Paesi Bassi                                                            | 0 – 1                                                                  | Brasile                                                                | Amichevole                                                             | -                                                                      |                                                                        |
| 28-3-1990                                                              | Londra                                                                 | Inghilterra                                                            | 1 – 0                                                                  | Brasile                                                                | Amichevole                                                             | -                                                                      | 58’                                                                    |
| 5-5-1990                                                               | Campinas                                                               | Brasile                                                                | 2 – 1                                                                  | Bulgaria                                                               | Amichevole                                                             | -                                                                      | cap.                                                                   |
| 13-5-1990                                                              | Rio de Janeiro                                                         | Brasile                                                                | 3 – 3                                                                  | Germania Est                                                           | Amichevole                                                             | 1                                                                      | 67’                                                                    |
| 10-6-1990                                                              | Torino                                                                 | Brasile                                                                | 2 – 1                                                                  | Svezia                                                                 | Mondiali 1990 - 1º turno                                               | -                                                                      |                                                                        |
| 16-6-1990                                                              | Torino                                                                 | Brasile                                                                | 1 – 0                                                                  | Costa Rica                                                             | Mondiali 1990 - 1º turno                                               | -                                                                      |                                                                        |
| 20-6-1990                                                              | Torino                                                                 | Brasile                                                                | 1 – 0                                                                  | Scozia                                                                 | Mondiali 1990 - 1º turno                                               | -                                                                      |                                                                        |
| 24-6-1990                                                              | Torino                                                                 | Brasile                                                                | 0 – 1                                                                  | Argentina                                                              | Mondiali 1990 - Ottavi di finale                                       | -                                                                      | 84’                                                                    |
| Totale                                                                 |                                                                        | Presenze                                                               | 36                                                                     |                                                                        | Reti                                                                   | 6                                                                      |                                                                        |

## Palmarès

### Club

#### Competizioni nazionali
- Campionato italiano: 1

Napoli: 1989-1990
- Supercoppa italiana: 1

Napoli: 1990

#### Competizioni internazionali
- Coppa UEFA: 1

Napoli: 1988-1989
- Coppa CONMEBOL: 1

San Paolo: 1994
- Recopa Sudamericana: 1

San Paolo: 1994
- Coppa Master di Coppa CONMEBOL: 1

San Paolo: 1996

### Nazionale
- Coppa America: 1

Brasile 1989

### Individuale
- Premio Don Balón: 1

Miglior giocatore straniero: 1987-1988